# 892 (Film)
892 (unter dem Namen Breaking vertrieben) ist ein Thriller von Abi Damaris Corbin, der Ende Januar 2022 beim Sundance Film Festival seine Premiere feierte.

## Handlung
Der ehemalige Soldat des Marine Corps Brian Brown-Easley lebt in einem billigen Motel in Atlanta, getrennt von seiner Frau und seinem Kind. Eines Tages beschließt der nicht nur körperlich, sondern auch psychisch versehrte, aber dennoch freundliche Mann eine Bank auszurauben und Geiseln zu nehmen. Als nacheinander die Polizei, die Medien und seine Familienmitglieder dorthin kommen, wird schnell allen klar, dass Brian durch den Überfall nicht an Geld kommen, sondern einfach seine Geschichte erzählen will, auch wenn dies ihn sein Leben kostet.

## Hintergrund
Der Film basiert auf einem Beitrag von Aaron Gell mit dem Titel They Didn't Have to Kill Him: The Death of Lance Corporal Brian Easley, der unter anderem in Task Purpose veröffentlicht wurde. Der zu diesem Zeitpunkt 33-jährige Veteran des Marine Corps betrat am Morgen des 7. Juli 2017 die Wells Fargo Bank in der Windy Hill Road in einem Vorort von Atlanta, Georgia. Dabei trug er einen Rucksack, von dem er behauptete, er sei vollgepackt mit C-4-Sprengstoff. Alles, was er verlangte, waren die 892 US-Dollar Invalidenrente, die ihm das Department of Veterans Affairs schuldete. Am Ende des Tages war Easley tot. Er wurde während einer Geiselverhandlung getötet, nachdem er zugestimmt hatte, die Mitglieder der Bank im Austausch für eine Schachtel Newport-Zigaretten freizulassen. Als sein Rucksack danach durchsucht wurde, fand man darin keinen Sprengstoff.

## Produktion
Regie führte Abi Damaris Corbin, die gemeinsam mit Kwame Kwei-Armah auch Gells Beitrag für den Film adaptierte. Für Corbin handelt es sich nach Actors Anonymous von 2017 um ihren zweiten Spielfilm.

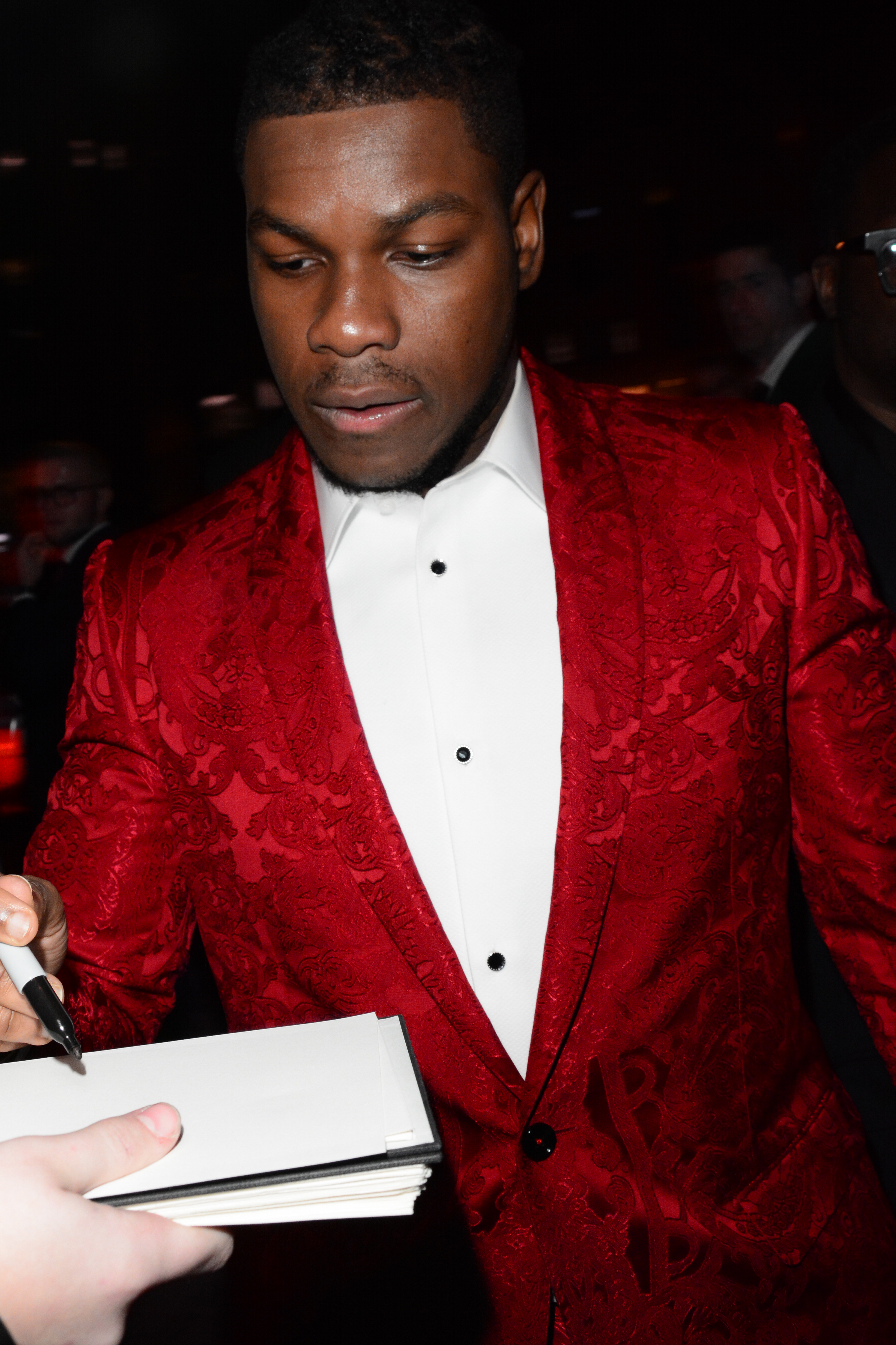
John Boyega spielt in der Hauptrolle Brian Brown-Easley

Neben John Boyega, der in der Hauptrolle Brian Brown-Easley spielt, ist im Film auch der verstorbene Michael K. Williams in seiner letzten Filmrolle zu sehen.
Die Filmmusik komponiert Michael Abels.
Erste Vorstellungen des Films erfolgten ab dem 21. Januar 2022 beim Sundance Film Festival. Ende März, Anfang April 2022 wurde er beim Sun Valley Film Festival gezeigt. Ebenfalls im April 2022 wurde er beim Florida Film Festival vorgestellt und  Ende des Monats beim San Francisco International Film Festival als Centerpiece gezeigt. Zur gleichen Zeit wurde er beim Atlanta Film Festival gezeigt. Im Juni 2022 wird er beim Nantucket Film Festival vorgestellt. Der Film wird unter dem Titel Breaking vertrieben.

## Rezeption

### Kritiken
Von den bei Rotten Tomatoes erfassten Kritiken sind 81 Prozent positiv.

### Auszeichnungen
Annapolis Film Festival 2022
- Auszeichnung als Bester Schauspieler mit dem Preis der Jury (John Boyega)
- Auszeichnung als Bester Spielfilm (Abi Damaris Corbin und John Patton Ford)[13]

Black Reel Awards 2023
- Nominierung als Bester Hauptdarsteller (John Boyega)
- Nominierung als Bester Nebendarsteller (Michael K. Williams)[14]

Cleveland International Film Festival 2022
- Auszeichnung im American Independents Competition (Abi Damaris Corbin)[15]

NAACP Image Awards 2023
- Nominierung als Bester Independentfilm[16]

Sundance Film Festival 2022
- Nominierung im U.S. Dramatic Competition
- Auszeichnung mit dem Special Jury Award: Ensemble Cast[17]